# CONCACAF-kampioenschap voetbal onder 20
Het CONCACAF-kampioenschap voetbal mannen onder 20 is een internationaal voetbaltoernooi dat vanaf 1962 in Noord-Amerika, Centraal-Amerika en de Caraïbische gebieden gespeeld wordt. Het wordt georganiseerd door de CONCACAF (de voetbalconfederatie voor het Noord-Amerikaanse continent) en is bedoeld voor spelers van onder de 20 jaar. De toernooien gelden tevens als kwalificatietoernooien voor het wereldkampioenschap voetbal onder 20.

## Format
Tussen 1962 en 1996 doen er 8 landen mee die in poules van 4 worden gezet. De 2 beste landen uit iedere poule spelen in de knock-outfase om de winst. In 1998 werd het format veranderd. De acht deelnemende landen werden in die 5 toernooien wel weer verdeeld in twee groepen van 4 landen, maar beide groepen speelden hun wedstrijden in een van de deelnemende landen van die groep. Uit iedere groep komt 1 winnaar en een nummer 2, dat zijn de landen die zich dan kwalificeren voor het wereldkampioenschap. Er vindt daarna geen knock-outfase plaats.
Tussen 2009 en 2013 wordt er weer gespeeld met het 'oude' format, maar in 2015 vindt er wederom een verandering plaats. Er zijn in dat jaar wel weer 2 poules. De winnaars kwalificeren zich voor de finale. De nummers 2 en 3 gaan naar een aparte play-offgroep, om te bepalen welke landen zich zouden kwalificeren voor het wereldkampioenschap. 
Vanaf 2017 doen er steeds meer landen mee aan het toernooi en wordt ook een aantal poules in de groepsfase sterk uitgebreid.

## Historisch overzicht
| Jaar         | Gastland                     |                                      | Winnaar                              | Tweede                               | Derde                                | Vierde                               |                                      |
| 1962 Details | Panama                       | Mexico                               | Guatemala                            | Nederlandse Antillen                 | Costa Rica                           |                                      |                                      |
| 1964 Details | Guatemala                    | El Salvador                          | Honduras                             | Guatemala                            | Nederlandse Antillen                 |                                      |                                      |
| 1966         | Eindtoernooi niet gespeeld   |                                      |                                      |                                      |                                      |                                      |                                      |
| 1970 Details | Cuba                         | Mexico                               | Cuba                                 | Jamaica                              | El Salvador                          |                                      |                                      |
| 1973 Details | Mexico                       | Mexico                               | Guatemala                            | Cuba                                 | Canada                               |                                      |                                      |
| 1974 Details | Canada                       | Mexico                               | Cuba                                 | Trinidad en Tobago                   | geen                                 |                                      |                                      |
| 1976 Details | Puerto Rico                  | Mexico                               | Honduras                             | Verenigde Staten                     | Guatemala                            |                                      |                                      |
| 1978 Details | Honduras                     | Mexico                               | Canada                               | Honduras                             | Costa Rica                           |                                      |                                      |
| 1980 Details | Verenigde Staten             | Mexico                               | Verenigde Staten                     | geen                                 | geen                                 |                                      |                                      |
| 1982 Details | Guatemala                    | Honduras                             | Verenigde Staten                     | Costa Rica                           | Guatemala                            |                                      |                                      |
| 1984 Details | Trinidad en Tobago           | Mexico                               | Canada                               | El Salvador                          | Verenigde Staten                     |                                      |                                      |
| 1986 Details | Trinidad en Tobago           | Canada                               | Verenigde Staten                     | Trinidad en Tobago                   | Cuba                                 |                                      |                                      |
| 1988 Details | Guatemala                    | Costa Rica                           | Mexico                               | Verenigde Staten                     | Cuba                                 |                                      |                                      |
| 1990 Details | Guatemala                    | Mexico                               | Trinidad en Tobago                   | Verenigde Staten                     | Guatemala                            |                                      |                                      |
| 1992 Details | Canada                       | Mexico                               | Verenigde Staten                     | Canada                               | Honduras                             |                                      |                                      |
| 1994 Details | Honduras                     | Honduras                             | Costa Rica                           | Canada                               | El Salvador                          |                                      |                                      |
| 1996 Details | Mexico                       | Canada                               | Mexico                               | Verenigde Staten                     | Costa Rica                           |                                      |                                      |
|              |                              |                                      |                                      |                                      |                                      |                                      |                                      |
| 1998 Details | Guatemala (groep A)          |                                      | Verenigde Staten                     | Costa Rica                           |                                      |                                      |                                      |
| 1998 Details | Trinidad en Tobago (groep B) | Mexico                               | Honduras                             |                                      |                                      |                                      |                                      |
| 2001 Details | Trinidad en Tobago (groep A) | Costa Rica                           | Verenigde Staten                     |                                      |                                      |                                      |                                      |
| 2001 Details | Canada (groep B)             | Canada                               | Jamaica                              |                                      |                                      |                                      |                                      |
| 2003 Details | Panama (groep A)             | Panama                               | Mexico                               |                                      |                                      |                                      |                                      |
| 2003 Details | Verenigde Staten (groep B)   | Canada                               | Verenigde Staten                     |                                      |                                      |                                      |                                      |
| 2005 Details | Honduras (groep A)           | Verenigde Staten                     | Panama                               |                                      |                                      |                                      |                                      |
| 2005 Details | Verenigde Staten (groep B)   | Canada                               | Honduras                             |                                      |                                      |                                      |                                      |
| 2007 Details | Panama (groep A)             | Verenigde Staten                     | Panama                               |                                      |                                      |                                      |                                      |
| 2007 Details | Mexico (groep B)             | Mexico                               | Costa Rica                           |                                      |                                      |                                      |                                      |
|              |                              |                                      |                                      |                                      |                                      |                                      |                                      |
| 2009 Details | Trinidad en Tobago           |                                      | Costa Rica                           | Verenigde Staten                     | Honduras                             | Trinidad en Tobago                   |                                      |
| 2011 Details | Guatemala                    | Mexico                               | Costa Rica                           | Guatemala                            | Panama                               |                                      |                                      |
| 2013 Details | Mexico                       | Mexico                               | Verenigde Staten                     | El Salvador                          | Cuba                                 |                                      |                                      |
| Jaar         | Gastland                     | Winnaar                              | Tweede                               | Gekwalificeerd voor WK onder 20      | Gekwalificeerd voor WK onder 20      |                                      |                                      |
| 2015 Details | Jamaica                      | Mexico                               | Panama                               | Verenigde Staten                     | Honduras                             |                                      |                                      |
| 2017 Details | Costa Rica                   | Verenigde Staten                     | Honduras                             | Mexico                               | Costa Rica                           |                                      |                                      |
| 2018 Details | Verenigde Staten             | Verenigde Staten                     | Mexico                               | Honduras                             | Panama                               |                                      |                                      |
| 2020         | Honduras                     | Gecanceld vanwege de coronapandemie. | Gecanceld vanwege de coronapandemie. | Gecanceld vanwege de coronapandemie. | Gecanceld vanwege de coronapandemie. | Gecanceld vanwege de coronapandemie. | Gecanceld vanwege de coronapandemie. |
| 2022 Details | Honduras                     | Verenigde Staten                     | Dominicaanse Republiek               | Honduras                             | Guatemala                            |                                      |                                      |
| 2024 Details | Mexico                       | Mexico                               | Verenigde Staten                     | Cuba                                 | Panama                               |                                      |                                      |